# خوزه ماریا (بازیکن فوتبال، زاده ۱۹۸۲)
خوزه ماریا (انگلیسی: José María؛ زادهٔ ۴ ژوئیهٔ ۱۹۸۲) بازیکن فوتبال اهل اسپانیا است.
از باشگاه‌هایی که در آن بازی کرده‌است می‌توان به باشگاه خیمناستیک تاراگونا، باشگاه ورزشی کیتچی، باشگاه فوتبال فوئنلابرادا، و باشگاه فوتبال رئال مورسیا اشاره کرد.